# Ronchi dei Legionari
Ronchi dei Legionari (tiếng Friulia: Bisiac Ronchi, tiếng Slovenia: Ronke) là một đô thị ở tỉnh Gorizia thuộc vùng Friuli-Venezia Giulia, nằm ở vị trí cách khoảng 30 km về phía tây bắc của Trieste và khoảng 14 km về phía tây nam của Gorizia. Tại thời điểm ngày 31 tháng 12 năm 2004, đô thị này có dân số 11.469 người và diện tích là 17 km².
Đô thị Ronchi dei Legionari có các frazioni (đơn vị cấp dưới, chủ yếu là thôn làng) Cave di Selz, Soleschiano, và Vermegliano.
Ronchi dei Legionari giáp các đô thị sau: Doberdò del Lago, Fogliano Redipuglia, Monfalcone, San Canzian d'Isonzo, San Pier d'Isonzo, Staranzano.